# Linn B-29 Carrier
Linn B-29 Carrier — американский военный аэродромный тягач-эвакуатор периода Второй мировой войны. Построен в двух экземплярах, запланированное серийное производство не было развёрнуто в связи с завершением войны.

## История создания
В конце Второй мировой войны фирмой Linn Manufacturing Corporation был создан полугусеничный аэродромный тягач, предложенный ВВС США в качестве средства для эвакуации со взлётно-посадочных полос повреждённых стратегических бомбардировщиков B-29 и буксировки их в ремонтные мастерские; тягачи при этом, в связи с массой и габаритами B-29, должны были действовать в агрегате попарно, располагаясь по обе стороны от фюзеляжа самолёта. Изначально ВВС заказали 40 машин данного типа (20 пар), получившего обозначение Linn B-29 Carrier, но лишь одна пара была изготовлена и успела поступить на вооружение до окончания войны, в связи с которым заказ был аннулирован.

## Описание конструкции
Linn B-29 Carrier представлял собой полугусеничный аэродромный тягач-эвакуатор, имевший переднемоторную, заднеприводную капотную компоновку. Кабина машины для минимизации её общей высоты была выполнена открытой.
В целом конструктивно автомобиль был очень схож с более ранними армейскими машинами Linn, T3 и T6, а также с гражданскими автомобилями, выпускавшимися фирмой.

### Ходовая часть
Ходовая часть Linn B-29 Carrier — полугусеничная, состоявшая из переднего управляемого автомобильного моста и заднего гусеничного движителя.
Гусеничный движитель машины — стандартный системы Линна, размещённый внутри лонжеронов рамы и, применительно к одному борту, состоявший из сблокированных в тележку заднего ведущего и переднего направляющего колёс большого диаметра, а также балансирно подвешенной системой из двух охваченных цепью с небольшими роликами башмаков, выполнявших функцию опорных катков. Зацепление металлической гусеничной ленты — цевочное. Гусеничные тележки имели полужёсткую подвеску; их задняя часть была соединена с корпусом автомобиля шарнирно, а передняя — посредством горизонтальной пружины.